# Eurya vitiensis
Eurya vitiensis là một loài thực vật có hoa trong họ Pentaphylacaceae. Loài này được A.Gray mô tả khoa học đầu tiên năm 1854.